# Eksem
Eksem (latin dermatitis) er en gruppe sygdomme, der resulterer i betændelse på huden. Disse sygdomme karakteriseres af kløe, rød hud og udslæt. I korte periode kan der også opstå små vabler, mens huden over længere perioder kan blive tykkere. Området af hud, som har eksem, kan variere fra ganske små steder til at dække hele kroppen.

## Årsag og diagnose
Eksem er en gruppe af lidelser, som inkluderer atopisk eksem, allergisk eksem, kontakteksem og stasiseksem. Den egentlig årsag til eksemen er ofte uklar. Eksempler kan inkludere en kombination af irritation, allergi og dårligt blodomløb. Typen af eksem bliver normalt afgjort af personens historie og stedet, hvor udslettet er placeret. Eksempelvis optræder kontakteksem ofte på hænderne af personer, som ofte får dem våde. Allergisk eksem sker når en person er udsat for et allergen, der forårsager hypersensitiv reaktion i huden.

## Forebyggelse og behandling
Behandling af atopisk eksem sker typisk ved brug af fugtigheds- og steroidcreme. Steroidecremer bør generelt være af medium til høj styrke, og bør bruges i mindre end 2 uger ad gangen for at undgå bivirkninger. Antibiotika kan også være nødvendigt, hvis der er tegn på hudinfektioner. Kontakteksem bliver typisk behandligt ved at undgå allergenet. Antihistaminer kan hjælpe med at sove og mindske kløen om natten.

## Epidemiologi
Det anslås at eksem påvirkede omkring 245 millioner personer på verdensplan i 2015. Atopisk eksem er den mest almindelige type, og den begynder normalt i barndommen. I USA får 10–30% af befolkningen denne lidelse. Kontakteksem er dobbelt så udbredt blandt kvinder i forhold til mænd. Allergisk eksem rammer omkring 7% af befolkningen på et tidspunkt i deres liv. Kontakteksem er almindelig, særligt for personer inden for særlige brancher, men de præcise tal er uklare.